# Pískovcové lomy ve Škrovádu
Na pravém břehu řeky Chrudimky u vesnice Škrovád, která je částí Slatiňan v okrese Chrudim, byly v 16. století založeny lomy na pískovec, který se používal především jako stavební kámen a na hrubé kamenické práce. V období od poloviny 18. do poloviny 20. století zde bylo provozováno až 10 lomů, dnes již opuštěných. V lomech se pracovalo ručně.
Škrovádské pískovce byly hojně využívány pro výstavbu v Chrudimi, kvádry se vyskytují na některých místech městských hradeb, z velké části je z nich postaven arciděkanský kostel Nanebevzetí Panny Marie (Chrudim) a Sloup Proměnění Páně na chrudimském náměstí, dále pak architektonická výzdoba průčelí Mydlářovského domu a kamenný portál Khomovského domu v Chrudimi.

## Geologická lokalita
Hlavní horninou jsou žluté až žlutošedé kvádrové pískovce. Tyto pískovce vznikly v období druhohor jako sedimenty na dně mělkého křídového moře. Pískovcové lomy ve Škrovádu jsou zařazeny mezi významné geologické lokality na území Geoparku Železné hory. Nacházejí se v jeho střední části, při severní hranici geoparku.

## Horolezectví
Lomy ve Škrovádu patří mezi méně známé, avšak důležité horolezecké lokality ve východních Čechách. Převažují zde možnosti stěnového lezení, avšak jsou tu i místa, vhodná pro bouldering. Skalní stěny jsou vysoké od 4 až do 15 metrů a jsou osazeny kruhy, skobami, borháky a nýty. Lomy jsou pro lezecké aktivity využívány již od roku 1960.

## Galerie

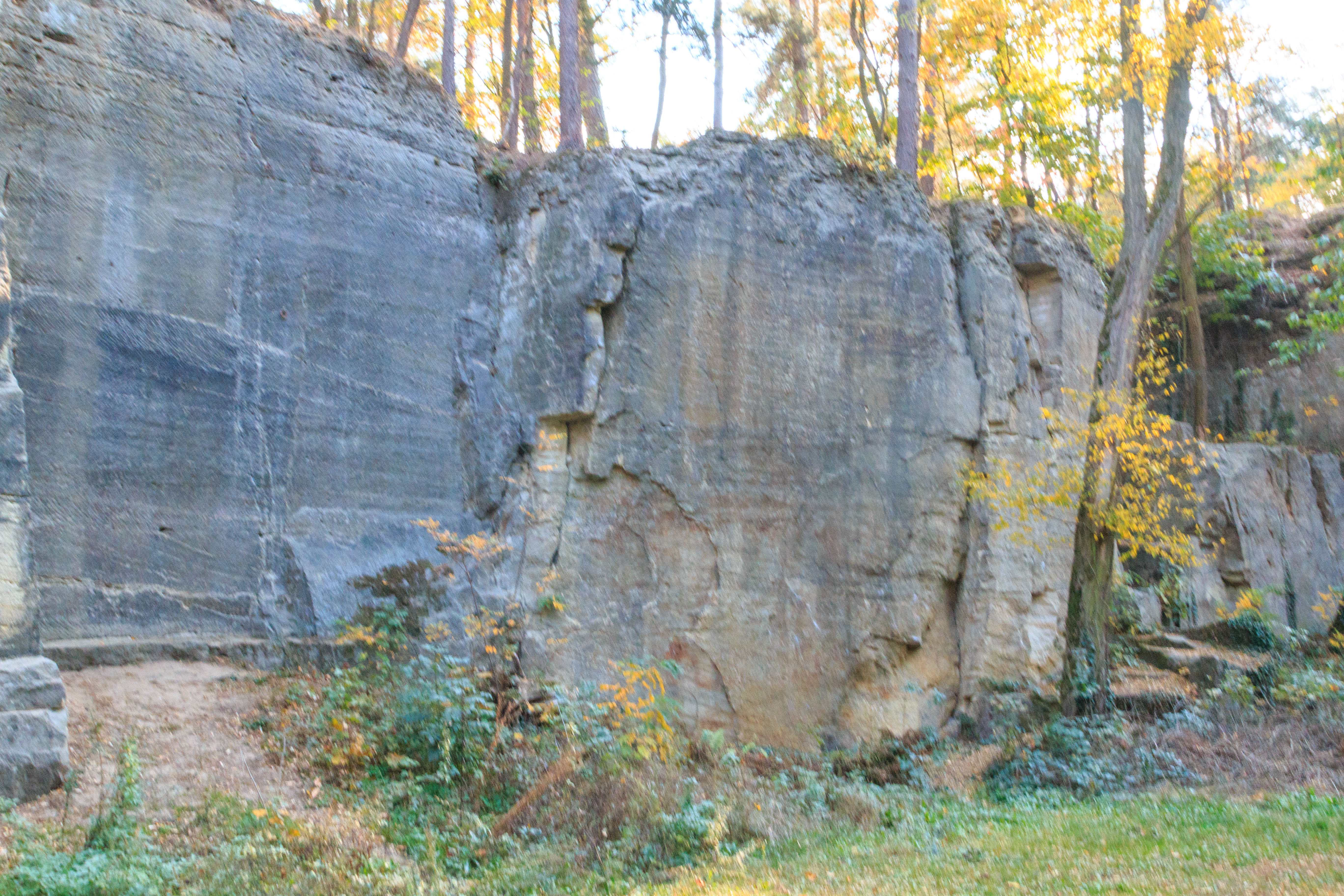
Bývalé pískovcové lomy ve Škrovádu
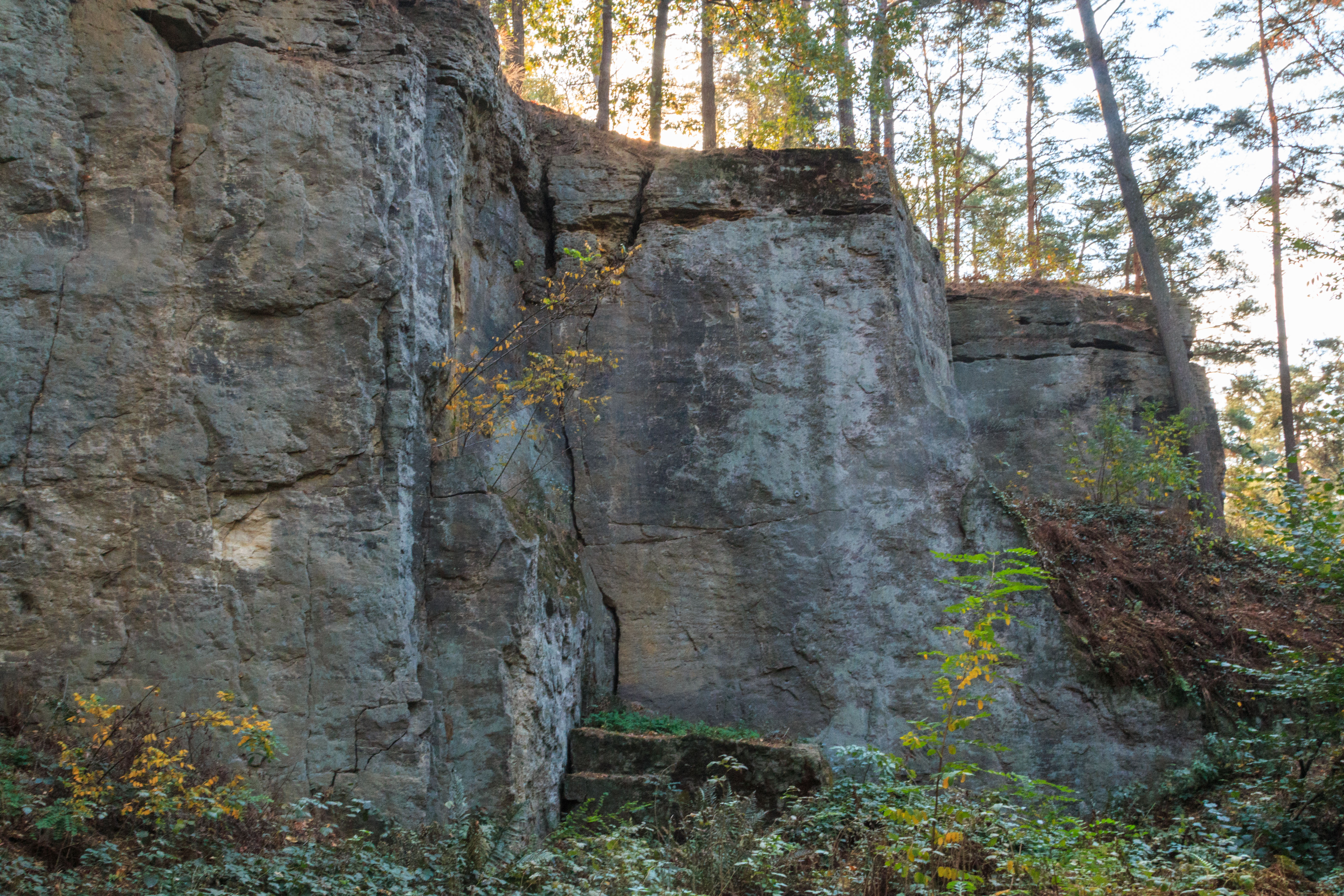
Bývalé pískovcové lomy ve Škrovádu
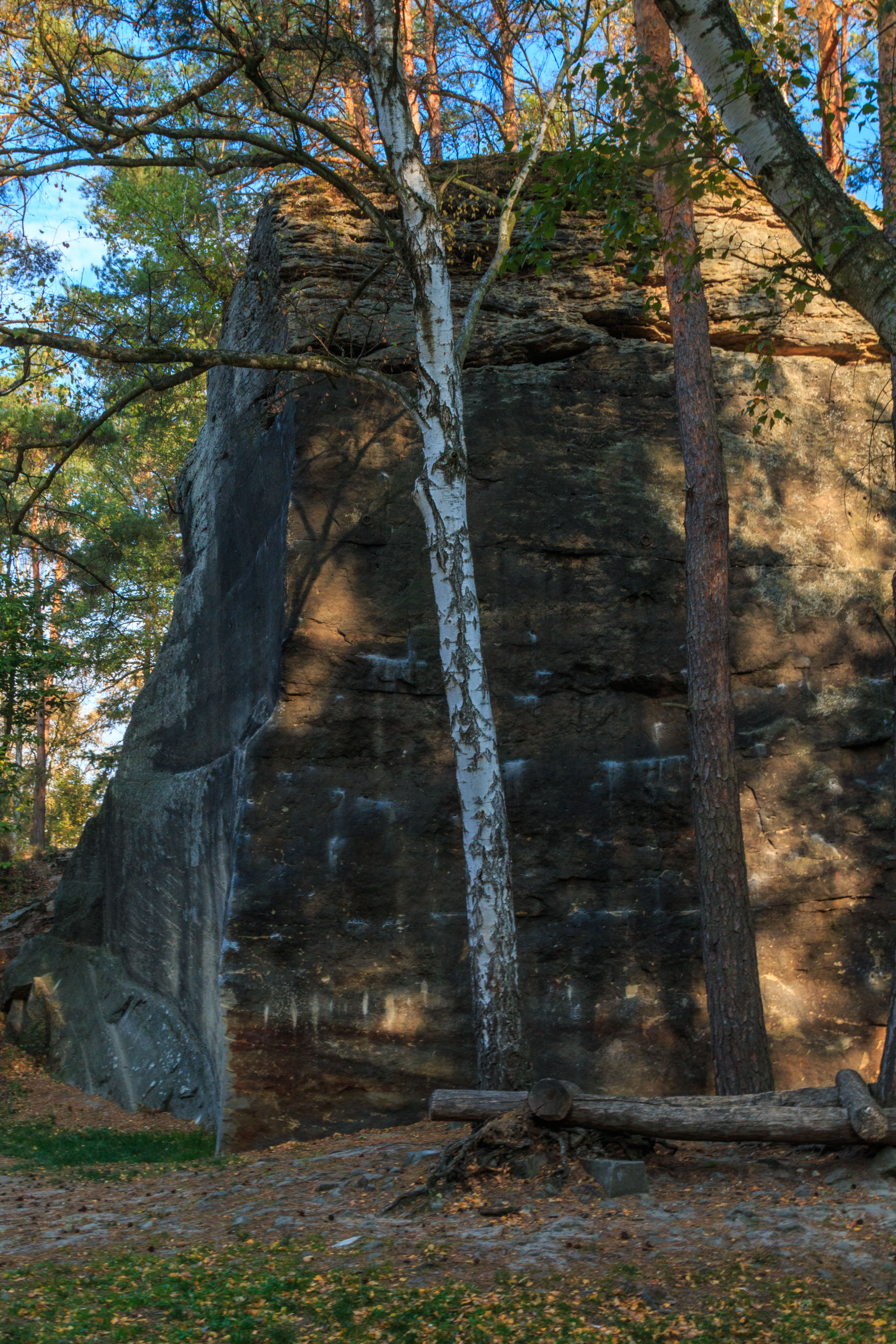
Bývalé pískovcové lomy ve Škrovádu
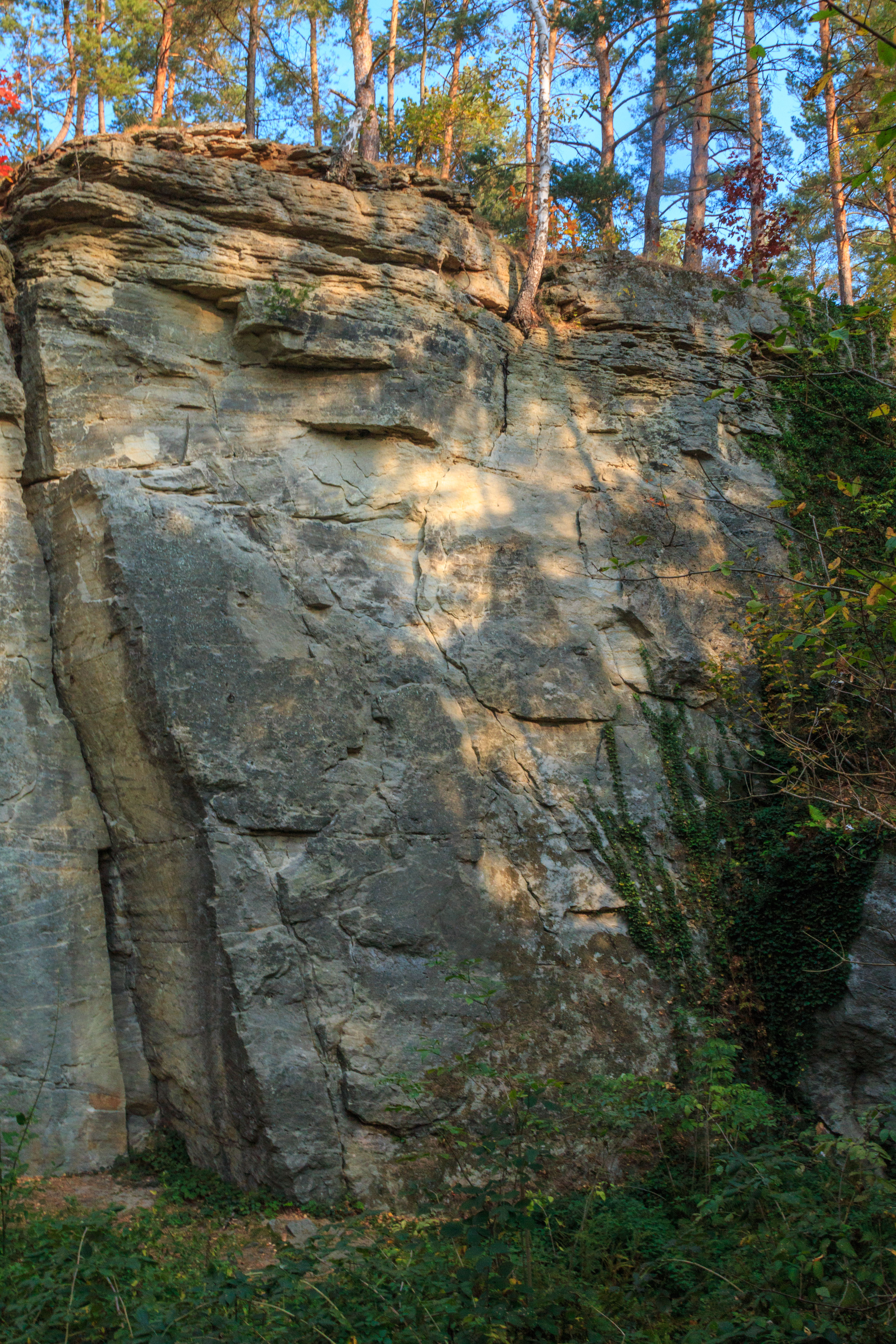
Bývalé pískovcové lomy ve Škrovádu
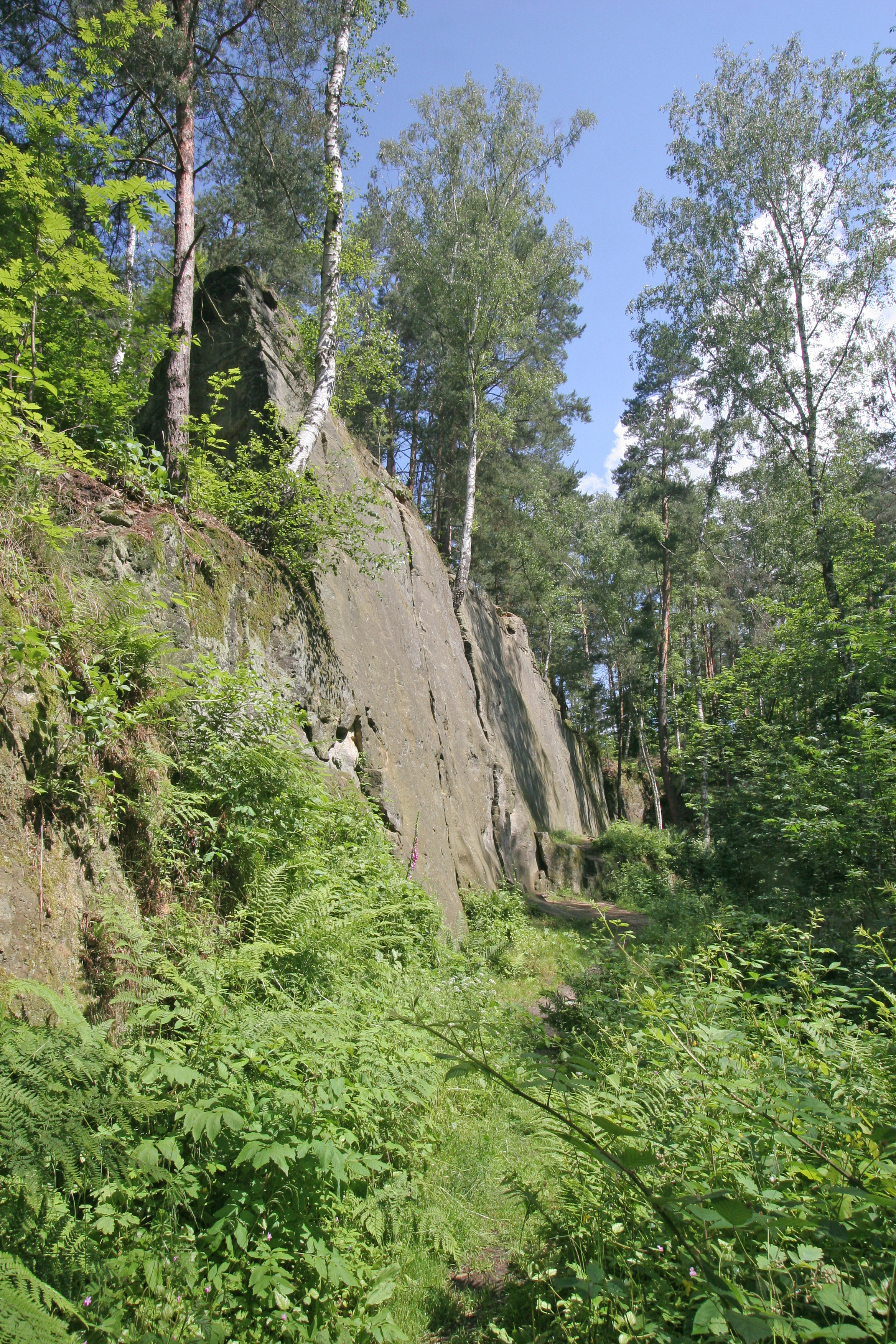
Bývalé pískovcové lomy ve Škrovádu
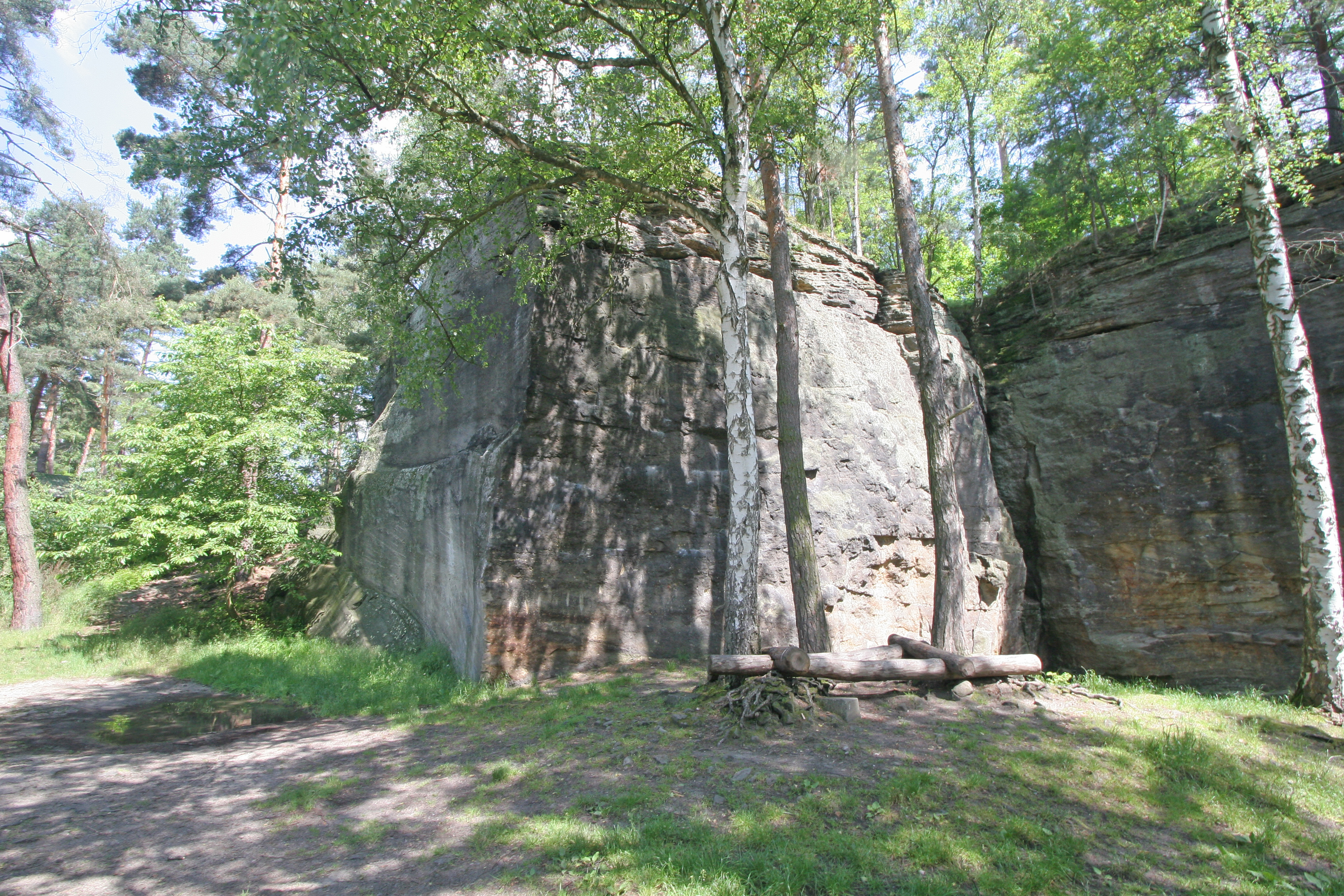
Bývalé pískovcové lomy ve Škrovádu